# Монахи. Не туди заїхали
«Монахи. Не туди заїхали» (рос. Монахи. Не туда заехали) — картина українського художника Льва Соловйова, написана у 1870-ті.
Знаходиться у колекції Сумського художнього музею. Розмір картини — 52 × 78,5 см
Широкому загалу відома під назвою «Припливли» з помилковим приписуванням її іншому художнику — Іллі Рєпіну. Плутанина виникла, можливо, через схожість в осмисленні сюжетної колізії, і через подібність образотворчої манери цих двох художників. У непрофесійних джерелах досі можна зустріти згадки щодо помилкової цієї приналежності.

## Опис
В основі сюжету — сцена купання. Центральні фігури — оторопілі від несподіваної зустрічі монахи, човен яких віднесла течія до купальниць, і власне купальниці.